# Problem Child 3
Problem Child 3: Junior in Love (bra: O Pestinha 3) é um filme de comédia do ano de 1995 dirigido por Greg Beeman. É a sequencia de Problem Child (O Pestinha) e Problem Child 2 (O Pestinha 2).

## Enredo
A terceira parte da trilogia O Pestinha traz o endiabrado Junior em sua fase pré-adolescente. Ele está apaixonado por Tiffany, a garota mais popular e bonita da escola, que nem ao menos sabe que ele existe. O que ela sabe é que outros três garotos  (Duke, Blade e Corky) estão interessados nela e para Junior, endiabrado como sempre, eles não passam de rivais. Está armada a cena para uma verdadeira guerra! E para conquistar o coração da bela Tiffany e se livrar dos concorrentes ele vai precisar contar com a ajuda de seu pai, Ben.

## Elenco
- William Katt como Benjamin Healy
- Justin Chapman como Junior Healy
- Sherman Howard como Scoutmaster Phlim
- Carolyn Lowery como Dr. Sarah Gray
- Eric Edwards como Murph/Bertha
- Blake McIver Ewing como Corky McCullum
- Jennifer Ogletree como Tiffany
- Brock Pierce como Duke
- Jake Richardson como Blade
- Gilbert Gottfried como Dr. Igor Peabody
- Jack Warden como Big Ben Healy
- Ellen Albertini Dow como Lila Duvane
- Marianne Muellerleile como Miss Hicks
- Bruce Ed Morrow como Sr. Burtis
- Jacqueline Obradors como Conchita